# 小川和久
小川 和久（おがわ かずひさ、1945年12月16日 - ）は、日本の軍事アナリスト。静岡県立大学グローバル地域センター特任教授。

## 来歴

### 生い立ち
熊本県葦北郡（現八代市）出身。中学校3年まで外交官を目指していたが、母親が病気を患い、破産したため、合格していた国立熊本電波高校への進学を諦め、1961年4月、第7期自衛隊生徒として陸上自衛隊生徒教育隊に入隊。陸上自衛隊航空学校、同霞ケ浦分校にて航空機整備を学ぶ。神奈川県立湘南高等学校通信制（現・神奈川県立横浜修悠館高等学校）で併学し、卒業資格を取得。ここまでの生い立ちは母・小川フサノの伝記『｢アマゾンおケイ｣の肖像』（2022年、集英社インターナショナル刊）に詳述されている。母の伝記を執筆するにあたっての取り組みを同書の取材ノートに以下のように記している。
＞取材ノート　母の生涯をたどる旅
母の生涯を伝記にまとめたいと思ったのは、ジャーナリストの今井一氏が私を朝日新聞『ＡＥＲＡ』の「現代の肖像」に取り上げてくれたのがきっかけだった。一九九三年春のことだ。今井氏は「お母さんの話、伝記にしたらどうですか。ドラマでもいけますよ」と背中を押してくれた。
私が本気になったのは、母がまだ熊本の老人ホームで暮らしていた二十世紀末のころ。安全保障問題の取材にきたＮＨＫのディレクターに何気なく話したところ、ぜひドラマにしたいと話の中身を整理した表を送ってきた。この話はディレクターの地方転勤と私が仕事に忙殺される中で沙汰止みになってしまったが、今井氏が言ったように母の人生がドラマや伝記にまとめるだけの内容を備えているのだと確信するようになり、私の中で伝記を書こうという思いは固まっていった。
しかし、いつか母の伝記を書こうと思いつつも、日常生活に追いまくられ、いたずらに時が過ぎてしまった。ようやく二〇二〇年秋になって、ネット上でサンパウロの日本移民史料館のホームページを発見し、ポルトガル語のデータベースで移民船ごとの人名を検索、小川フサノ、本村末廣、本村ツノの名前と若狭丸という船名、神戸出港とサントス入港の日時を知ることができた。しかし、新型コロナウイルス感染症の蔓延のために史料館は休館しており、問い合わせに応答はなかった。
そこでブラジル側のリサーチは、ネット上に記事を見つけたサンパウロ在住のジャーナリスト・大久保純子氏に依頼し、母が入植したファゼンダなどを特定する作業に入った。大久保氏からのアプローチで、史料館の山下リジア館長が対応してくれることになり、母が入植したファゼンダの名前、入植した人数と内訳なども把握できた。
ファゼンダの場所を地理的に特定する作業にはアメリカ軍の地図を使い、ネットではファゼンダを開いたポルトガル人一族に関する年代記、母が入植した当時の所有者の紹介記事などが見つかり、当時のファゼンダの規模も把握できた。年代記の写真からは、ファゼンダの名前のもととなったノコギリの刃のような岩山も確認できた。年代記と当時の列車の時刻表はポルトガル語でグーグル検索する中でヒットした。
ブラジルのリサーチでは、母と同じ移民船・若狭丸に乗っていた半田知雄氏の綿密な著作類が、フサノの記憶を裏づけ、確認するうえで羅針盤の役割を果たした。サンパウロでの母の生活は、住んでいた日本人街から勤めていた邦字紙までの通勤ルートなど、坂道の勾配に至るまで大久保氏に確認してもらった。
ブラジルからの帰国便は、時期的に大阪商船が該当するとわかり、商船三井の社史資料室の協力を得て、ブラジル革命の混乱の直後にサントスを出港し一九二四（大正十三）年中に横浜に到着するという条件から、かなだ丸を特定し、運賃も確認することができた。
上海の章では、母の人生を決定づけた三人の外国人の横顔を調べる作業に労力の大半を費やした。在日華僑で南京政府の要職に就いていく陳伯藩、母と愛し合い、結婚間際までいきながら結ばれなかったアメリカのキャリア外交官ロバート・ジョイス、ひょんなことで日本語を教えることになったオーストリアの名誉総領事エルンスト・ストーリである。
どのような人物たちかは幼いころから母に聞かされていた。それをもとに国会図書館で資料を検索し、ストーリの経歴・勲功などを記した日本政府の文書や報道された新聞記事を入手することができた。ここまでは時間こそ要したが難しくはなかった。
予想外に難航したのがジョイスの生涯を追う作業だった。母校イエール大学に残された詳細な回顧録にたどり着いてようやく、情報機関の幹部を歴任したことで簡単に略歴や写真を入手できなかった理由が明らかになった。
ジョイスは、中央情報局ＣＩＡの創設に前身の戦略情報局ＯＳＳの時代から関わったインテリジェンスのエキスパート。知る人ぞ知る存在である。国務省では歴史家としても著名なジョージ・ケナンの三年後輩にあたり、第二次大戦期や東西冷戦の時代、親友としてともにアメリカの重要な政策立案や情報活動に深く関わってきた。
一九八〇年、自身の死を四年後にした七十七歳のジョイスは回顧録の上海の章に、母のことを克明に記している。
ジョイスとしても、そんな自分の回顧録に、いかに熱愛した相手だったとは言え、何ページにもわたって日本人の若い女性のことを書くのは相応しくないと、躊躇いがなかった訳ではないはずだ。しかし、どんなに思い直そうとしても、わずか半年たらずの激しく、甘美で、切ない思い出を、少しでも書き残したいという思いを抑えられなかったことがうかがわれる。ＯＳＳやＣＩＡのことを調べる歴史家や研究者がケイコのことにも目をとめて欲しいと願ったのだろう。
ジョイスは、キューバで文豪ヘミングウェイと親しく交わったあたりから諜報の世界に関わるようになり、発足したばかりの戦略情報局ＯＳＳに移り、トップのドノバンの知遇を得て中央情報局ＣＩＡの創設などに国務省側から関わり続け、「ＣＩＡよりＣＩＡらしい」と評されるまでになった。それを発見したことも私にとって大きな収穫だった。ジョイスは終戦直前、スイスでの日本側からの和平提案にもＯＳＳ支局長として関わっていた。
アメリカの情報機関でのジョイスの活動は、これまでに記述したとおりだが、その調査と同じくらい困難を伴ったのが、母が上海に渡航した際に乗船した豪華客船の船名と出入港の日時、それに母が実業家への道を歩く原資となった上海レースクラブの慈善宝くじの特定だった。どちらも戦乱の中で船客名簿や新聞記事が消失していたからだ。さまざまな角度から絞り込むことでなんとか裏づけにたどり着くことができ、そこから上海時代の母の姿が像を結んでいった。
まず、母が上海行きに使った豪華客船が、日本郵船の浅間丸、秩父丸、龍田丸のどれだったか、母から聞いた船名を私が忘れてしまったこともあり、どの船だったのか確信がなかった。三隻とも第二次大戦で沈没したため、日本郵船にも乗客名簿は残っていなかった。到着した豪華客船の一等船客の氏名を載せていた上海の新聞は、邦字紙も華字紙も戦後の混乱で散逸してしまい、上海図書館にも見当たらない状態だった。
そこで母が上海行きの船上で知り合った陳伯藩から調べを進め、上海図書館の華字紙で陳の名がヒットしたところから時期を絞り込み、そこに日本郵船歴史博物館で提供してもらった豪華客船の出入港実績を当てはめ、ようやく秩父丸の処女航海だったことが判明した。
陳伯藩については、公的な活動は終戦までの新聞記事から、出自などは安井三吉『神戸三江会館簡史-1912-2007』（財団法人三江会館）と、神戸市立図書館調査相談係が調べてくれた『満洲紳士録』（満蒙資料協会）によって生年月日や最終学歴まで明らかになった。
上海レースクラブの宝くじは、中国最大の新聞だった『申報』に告知が掲載されているのを上海図書館で発見することができた。
母が事業で成功する過程を熟知する新宅まつゐについては、二〇〇五年六月に証言をＩＣコーダーに収録した。まつゐは満八十七歳だったが、その記憶は一冊の回顧録にできるほど正確で、ほかでは得られない貴重な資料となった。

母の生涯をたどる旅はこれまで述べてきたような経過を踏んできたが、最終段階で次のような幸運にも恵まれ、なんとか伝記の形に仕上げることができた。
母がアメリカへの脱出に手を貸したユダヤ人の双子の兄弟を探す過程で、全米ユダヤ人協会のウェブサイトなどへの呼びかけを経て、著名なアメリカの家系図学者ローガン・クラインワクス氏と出会い、ジョイスの係累とストーリ兄妹に関する重要な情報がもたらされたのだ。
クラインワクス氏はジョイスの二人の妹メアリーとフランシスの子孫の連絡先を探り出してくれ、私がメールを送ったところ、フランシスの孫の一人から応答があった。
返信してくれたドミニク・ミラー氏はスティングらと国際的に活躍してきたギタリストで、日本の音楽ファンにも知られている。ミラー氏は私のメールに対して、「これは私たちの家族についてのハートウォーミングなＥメールです。私が愛するアンクル・ボブは偉大な人物でした」とコメントをくれた。ミラー氏からは、最後まで確認できずにいたジョイスの目と髪の毛の色の情報、ジョイスのプライベートな写真が届けられた。
さらにクラインワクス氏からは、ストーリの妹ステフィが戦後、国連の国際難民機構に出した支援申請書とストーリ兄妹の故郷メランのドイツ語地元紙『ドロミテ人』の記事を提供してもらうことができた。国連への支援申請書はステフィの正式な名前ステファニアで提出され、顔写真のほか日本での住所が母の鵠沼の別荘であり、来日までの勤務先、来日と離日の日時、五カ国の言語に堪能であることなどが詳細に記されていた。『ドロミテ人』にはステフィが橋の手すりから落下して死んだことも報じられていた。不明だったストーリの晩年の様子も把握することができた。
悔やまれてならないのはジョイスとストーリ関係の写真を母が廃棄してしまったことだ。ジョイスと長崎、鹿児島を旅したおりの子どもたちに囲まれた写真、写真館で撮った結婚写真のようなツーショットを見せながら、母はジョイスの優しく誠実な人柄や高い教養について語ってくれたものだが、私が二十歳の頃、私の恋愛をめぐる激しい親子喧嘩の中で母は写真を破り捨ててしまった。「自分だって色んな男と付き合ってきたくせに」と言った私のひとことが母のプライドを傷つけてしまったのだ。ストーリの肖像、ストーリと伊豆大島の三原山を馬で駆け上がる母、乗用車の前でポーズを取る母の写真も、そのとき一緒に棄てられてしまった。
私が自衛隊に進んだあとも母の苦労は終わらなかった。母を苦しめた数々の所業への後悔は、いまもって重石のように私にのしかかっている。それについては、いずれ書く日が来るかも知れない。
いまになってわかるのは、母はジョイスをイメージしながら誠実な人間になるよう私を育て、どの母親にも負けないだけの愛情を注いだということだ。
母にとって、ジョイスは男性の規範とも言うべき存在だった。子どもの頃から母に「紳士になりなさい……」「紳士たるものは……」と口うるさく言われ続けてきたが、それは「ジョイスのような大人になりなさい」という母の願いであった。正直、アメリカの外交官と母との恋愛は、少年時代の私には想像しがたい物語で、戸惑いもした。大人になってからは、母の一方的な思いではないのか、と疑ったこともある。それにもかかわらず、ロバート・ジョイスという会ったこともない人物が、母によって人生の目標として設定されていた。
それを子どもらしく素直に受け止めることができず、人となりについても期待に応えられなかったことを母に詫びなければなるまい。
ともあれ、そのような数々の悔いは残るものの、ブラジル、上海と母の生涯をたどる旅はなんとか終着駅に滑り込むことができたようだ。＞
1969年4月、同志社大学神学部に入学し、当時関心のあったキリスト教の精神世界を勉強する予定だった。しかし、間もなく教授会と喧嘩し、授業料を払わなかったため、1971年5月除籍。1971年2月、日本海新聞に入社。1975年4月、同社の労働争議の煽りを受け倒産し、「新しい経営者と相容れないだろう」と退社。上京し、大学の先輩である藤本敏夫の事業に加わるが訣別、同年10月、講談社「週刊現代」の記者となり、主に政治問題と社会問題を担当。1984年3月、日本初の軍事アナリストとして独立。

### 軍事アナリストとして

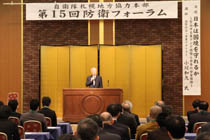
2013年12月14日、北海道札幌市での講演にて

｢週刊現代｣在籍当時から、軍事問題に関しては防衛庁記者クラブに所属する記者にレクチャー出来る位の基礎知識が備わっていた事と、「軍事評論家」と言う肩書の人間は当時から何人もいたが人格、識見共に優れた人物は限られたので「これなら俺でもメシを食えるな」という「動機不純」（本人談）な考えから独立し、日本で初めて軍事アナリストを名乗った。欧米では常識の軍事アナリストが、この時点まで日本には存在していなかった。自衛隊出身の軍事専門家の多くが幹部自衛官出身であるが、自衛隊生徒出身で曹士出身の異色な存在である。
小川は事務次官級の内局官僚、統合幕僚長、陸海空幕僚長のOBが常務理事を務める隊友会の本部において理事の一員である。
2008年7月、特定非営利活動法人国際変動研究所を立上げ、理事長に就任する。同研究所は2023年12月、小川の研究活動の集約に伴い閉鎖された。

## 主張

### 普天間基地移設問題
1996年4月、橋本龍太郎首相が普天間飛行場返還を政治主導で決着させた際の当事者の1人である。当時、日本政府は普天間返還を米国に拒絶されたことから、同年4月16日の日米首脳会談においても共同声明に「（普天間問題の解決に向けて）継続的に協議する」との文言を盛り込むのが精一杯との認識だったが、小川は自民党の委員の1人として「第1ラウンドでダウンを喫したからといって、それで試合終了ではない」と山崎拓政調会長に進言、政治主導による仕切り直しによって普天間返還が合意に至った。その経緯と爾後の展開について、小川は2008年2月号の『中央公論』、2020年刊行の『フテンマ戦記　基地返還が迷走し続ける本当の理由』（文藝春秋）に詳述している。
2010年春には、鳩山由紀夫首相から首相補佐官就任を要請され、普天間飛行場移設問題についてワシントンで米国政府と協議を進めたが、鳩山首相の退陣で成果を具体化することができなかった。ワシントンにおける小川の言動は日本政府の公電で報告されている。小川は機会を見て経緯と詳細を公表するとしている。普天間飛行場問題については、小川は1999年7月、野中広務官房長官からやはり首相補佐官就任含みで沖縄振興開発審議会専門委員として解決を図るよう指示され、北部自治体首長や反対派リーダーと協議、解決の道筋が見えたが、野中長官の中止命令で作業を中断。これも先述の「中央公論」と『フテンマ戦記　基地返還が迷走し続ける本当の理由』で触れられている。
普天間基地移設問題においては嘉手納飛行場統合案、グアム移転案、海上ヘリポート案のいずれにも否定的であり、普天間返還合意直後の1996年6月からキャンプ・ハンセン移転案を主張している。2005年には『地域政策』誌での対談などで披露し、2010年には『この1冊ですべてがわかる 普天間問題』、『フテンマ戦記　基地返還が迷走し続ける本当の理由』の中で、一例として持論を紹介している。
いずれも内容はキャンプ・ハンセン内に海兵隊専用飛行場を新設するもの。小川のキャンプ・ハンセン陸上案は、海兵隊隊舎群の地下にある旧米軍「チム飛行場」（滑走路1600メートル）跡に普天間飛行場に近い2500メートル級滑走路を建設しようとするもので、これであれば海兵隊の訓練に支障が出ることはない。日米両政府が「検討した」とする「キャンプ・ハンセン陸上案」は、小川案とはまったく異なるもので、訓練場の空き地に滑走路を建設することを前提としており、訓練に支障が出ることを理由に米国側から否定された。小川は、日本政府が実行すべき第一は普天間飛行場の即時閉鎖による危険性の除去だとして、キャンプ・シュワブにヘリ部隊のための仮の移駐先を建設し、一時的な移駐を行えば普天間飛行場における危険除去は遅くとも1か月以内に済むし、その時点で普天間飛行場の閉鎖、つまり危険性の除去を実現できるとしている。この一時的な移駐であれば、海兵隊の航空部隊と地上部隊の訓練は支障なく行うことができるし、有事への即応能力は損なわれない。なお、1996年夏の時点の小川案では最終的に嘉手納飛行場を沖縄の経済的自立の柱とする目的でアジアのハブ空港化する構想も提示されている。小川はキャンプ・シュワブ沖を埋め立てる辺野古移設案に反対しているが、理由として辺野古案は海兵隊の作戦所要を満たさず、普天間返還のみならず、沖縄の米軍基地の整理・統合・縮小の実現につながらないことを挙げている。同時に、守屋が中央公論2010年1月号に寄稿した記事などと同様、地元建設業者の利権と海の環境問題を挙げている。小川は県内移設を日本と沖縄の安全保障上の必要条件とみなし、日米安保徹底活用せず、どこの国とも同盟関係を結ばない武装中立に進んだ場合、防衛費の負担は3〜5倍を必要とし、沖縄における自衛隊の基地も相当に強化しなければならない旨を主張している。

## 著作

### 単著
- 『原潜回廊 第三次世界大戦は日本海から始まる』1984年 講談社、のち『原潜回廊 日本周辺海域における米ソ秘密戦の実態』文庫
- 『在日米軍 軍事占領40年目の戦慄』1985年3月 講談社　のち文庫
- 『図説・陸の自衛隊』1986年11月 講談社
- 『図説・海の自衛隊』1986年11月 講談社
- 『図説・空の自衛隊』1986年11月 講談社
- 『リーダーのいない経済大国 防大任官拒否にみる日本の弱点』1987年3月 太陽企画出版
- 『戦艦ミズーリの長い影 検証・自衛隊の欠陥兵器』1987年 文藝春秋
- 『仮想敵国ニッポン アメリカの対日戦略シフト』1989年5月 講談社　のち文庫
- 『情報フィールドノート 激動の世界を読む』1990年 講談社文庫
- 『「湾岸危機」の教訓 戦略なき日本の敗北』1991年 PHP研究所
- 『情報の魔性 世界を読む基本スタンス』1991年 世界文化社
- 『情報フィールドノートPart2 激動世界の読み方』1992年3月 講談社文庫
- 『「頭脳なき国家」の悲劇』1993年 講談社[8]
- 『日本の価値』1993年 同文書院
- 『新・北朝鮮と日本 朝鮮半島の有事と日本の危機管理』1994年 東洋経済新報社
- 『LA危機管理マニュアル』1995年 集英社
- 『ヤマトンチュの大罪 日米安保の死角を撃つ』1996年 小学館
- 『ニュースを疑え!』1996年 近代文藝社
- 『ヘリはなぜ飛ばなかったか 阪神大震災の教訓』1998年 文藝春秋
- 『危機と戦う テロ・災害・戦争にどう立ち向かうか』2001年 新潮社
- 『日本は「国境」を守れるか』2002年 青春出版社プレイブックス・インテリジェンス新書
- 『北朝鮮軍事情勢に関する最近の動向分析』ラヂオプレス 2006
- 『14歳からのリアル防衛論』2010年 PHP研究所
- 『この1冊ですべてがわかる普天間基地問題』2010年 ビジネス社
- 『それで、どうする！日本の領土　これが答えだ！』2012年 アスコム
- 『日本人が知らない集団的自衛権』2014年、文春新書
- 『危機管理の死角 狙われる企業、安全な企業』 2015年、東洋経済新報社
- 『戦争が大嫌いな人のための正しく学ぶ安保法制』2016年、アスペクト出版
- 『日米同盟のリアリズム』2017年、文春新書
- 『フテンマ戦記 基地返還が迷走し続ける本当の理由』2020年3月、文藝春秋
- 『「アマゾンおケイ」の肖像』2022年9月、集英社インターナショナル
- 『メディアが報じない戦争のリアル　日本の「戦争力」を徹底分析』2022年10月、SB新書
- 『日本人が知らない台湾有事』2024年1月、文春新書

### 共著
- 『ウソつき車検 整備ミスとデタラメ料金で損しない法 知らない奴がバカをみる』磯貝陽悟共著 1981年 三推社
- 『脆弱性 日本人は生き残れるか』川瀬勝,佐々木良昭共著 1988年 曜曜社出版
- 『小川和久のまんが新・防衛白書』ほずみ大画 1989年 山海堂
- 『それでも「NO」と言える日本 日米間の根本問題』石原慎太郎・渡部昇一共著 1990年、光文社カッパ・ホームズ
- 『日本の「戦争力」』聞き手坂本衛　2005年 アスコム、新潮文庫 2009年
- 『新しい日本の安全保障を考える』坂本正弘,岡本智博,神保謙,古川勝久,菅原出,吹浦忠正共著 2004年 自由国民社
- 『北朝鮮問題を整理する5ファイル』西岡力,後藤光征,清水美和,重村智計,尹徳敏共著 2005年 自由国民社
- 『日本の「戦争力」vs中国、北朝鮮』聞き手坂本衛 2007年3月 アスコム
- 『日本の戦争と平和』石破茂共著 2009年5月 ビジネス社
- 『陸上自衛隊の素顔』監修 2009年 小学館
- 『もしも日本が戦争に巻き込まれたら!』聞き手坂本衛　2011年 アスコム
- 『中国の戦争力 台頭する新たな海洋覇権の実態』西恭之共著 中央公論新社 2014年
- 『トランプ大統領で日本はこう変わる』藤崎一郎ほか共著　2016年　毎日新聞出版
- 『ウィズコロナ、自然災害と危機管理広報』2020年10月、共著、経済広報センター

### 翻訳
- 米国テンペスト社編著『生物化学兵器』監訳,西恭之訳 啓正社 2000
- スティーヴン・F.トマイチク『アメリカの対テロ部隊』監訳,西恭之訳 2002年 並木書房
- トルーマン財団国家安全保障プロジェクト編『アメリカ民主党候補者用安全保障政策テキスト〜トルーマン安全保障ブリーフィング・ブック〜候補者に欠かせない安全保障・外交政策の背景情報、表現方法、政策の選択肢』監訳　2013年6月　国際変動研究所
- 米国議会政府監査院『アジア太平洋の米海兵隊再編』（2017年11月、翻訳・解説、共著、静岡県立大学）
- 『アメリカ式　銃撃テロ対策ハンドブック』（2019年3月、翻訳･編著、共著、近代消防社）
- 『コロナ　医療崩壊を防ぎ　経済を殺さない方法』（2020年7月、共著、監訳、静岡県立大学）

## 出演番組

### テレビ
- ちちんぷいぷい（毎日放送）
- 情報プレゼンター とくダネ!（フジテレビ）
- その時歴史が動いた(NHK総合)
- ウェークアップ!（読売テレビ）
- ビートたけしのTVタックル（テレビ朝日）
- スーパーモーニング（テレビ朝日）
- ズームイン!!SUPER（日本テレビ）
- THE・サンデー（日本テレビ）
- みのもんたの朝ズバッ!(TBSテレビ)
- きょう発プラス!(TBSテレビ)
- めざましどようび（フジテレビ）
- 桜プロジェクト（日本文化チャンネル桜）
- ポリタスTV（YouTube）

## 公職
- 公益社団法人・隊友会理事（2016年〜）
- 総務省消防庁大規模イベント開催時のテロ対策等に関する研究会委員（2014年〜）
- 総務省消防庁消防審議会専門委員（2014年〜）
- 静岡県“富士(ふじ)の国(くに)”づくり国民の会 有識者委員会委員（2013年〜）
- 静岡県立大学グローバル地域センター特任教授（2012年〜）
- 国土交通省東京圏の中枢機能のバックアップに関する検討会検討委員（2011年〜）
- 総務省消防庁東日本大震災を踏まえた大規模災害時における消防団活動のあり方等に関する検討会委員（2011年〜）
- 静岡県知事リーディング・アドバイザー（2011年〜）
- 総務省消防庁地域防災計画検討委員（2011年〜）
- 財団法人自治体衛星通信機構・公募幹部職員審査委員（2010年〜）
- 総務省消防庁・航空消防防災体制のあり方に関する研究会委員（2009年〜）
- 防衛省「事件・事故の再発防止・抜本的対策検討会議」（議長・防衛大臣）臨時議員（2008年〜）
- 総務省消防庁・消防防災ヘリコプターの効果的な活用に関する検討会委員（2007年〜2009年）
- 国家安全保障に関する官邸機能強化会議（議長・内閣総理大臣）民間議員（2006年〜2007年）
- 外務省・「世界の中の日本・30人委員会」委員（2006年）
- 総務省・宇宙開発の今後の在り方に関する研究会委員（2005年〜2006年）
- （特定非営利活動法人）日本紛争予防センター理事（2005年〜）
- 熊本県「くまもと誘友大使」（2004年〜）
- 国土交通省・海上保安庁海上テロ対策研究会委員（2003年〜2004年）
- 総務省消防庁・消防審議会委員（2003年〜2011年）
- 宇宙開発事業団（現・宇宙航空研究開発機構）・三菱総研「アジアの動向調査研究会」委員（2002年〜2005年）
- 宇宙開発事業団（現・宇宙航空研究開発機構）・東海大学「宇宙システムによる社会安全のための調査研究委員会」委員（2002年〜2005年）
- 総務省・プライバシー保護研究会主査（2002年〜）
- 国土交通省・海上保安庁政策懇談会委員（2002年〜）
- 総務省・住民基本台帳ネットワークシステム検討委員（2002年〜）
- 総務省消防庁・常備消防体制検討委員会委員（2002年）
- 総務省消防庁・防災・危機管理教育のあり方に関する調査懇談会委員（2002年）
- （財）日本消防設備安全センター・消防防災IT未来懇談会主査（2002年）
- 内閣官房・危機管理研究会主査（2001年〜2003年）
- 防災情報機構・防災士制度推進委員会委員（2001年〜2003年）
- （財）日本国際政治学会評議員（2000年〜)
- 内閣府・沖縄振興開発審議会専門委員（1999年〜2001年）
- 内閣府・ドクターヘリ調査検討委員会委員（1999年〜2000年）
- 郵政省・科学技術庁・三菱総研「危機管理衛星研究会」委員（1997年〜1998年）
- 沖縄県・沖縄国際平和研究所基本計画検討委員（1996年〜1997年）
- （財）国際協力推進協会参与（外務省所管、1992年〜2000年）
- 自由民主党総合政策研究所委員（外交・安全保障）（1990年〜）　ほか